# Dysmachus bequaerti
Dysmachus bequaerti är en tvåvingeart som beskrevs av Tomasovic 2001. Dysmachus bequaerti ingår i släktet Dysmachus och familjen rovflugor.
Artens utbredningsområde är Algeriet. Inga underarter finns listade i Catalogue of Life.